# MVP de las Finales de la Lega Basket Serie A

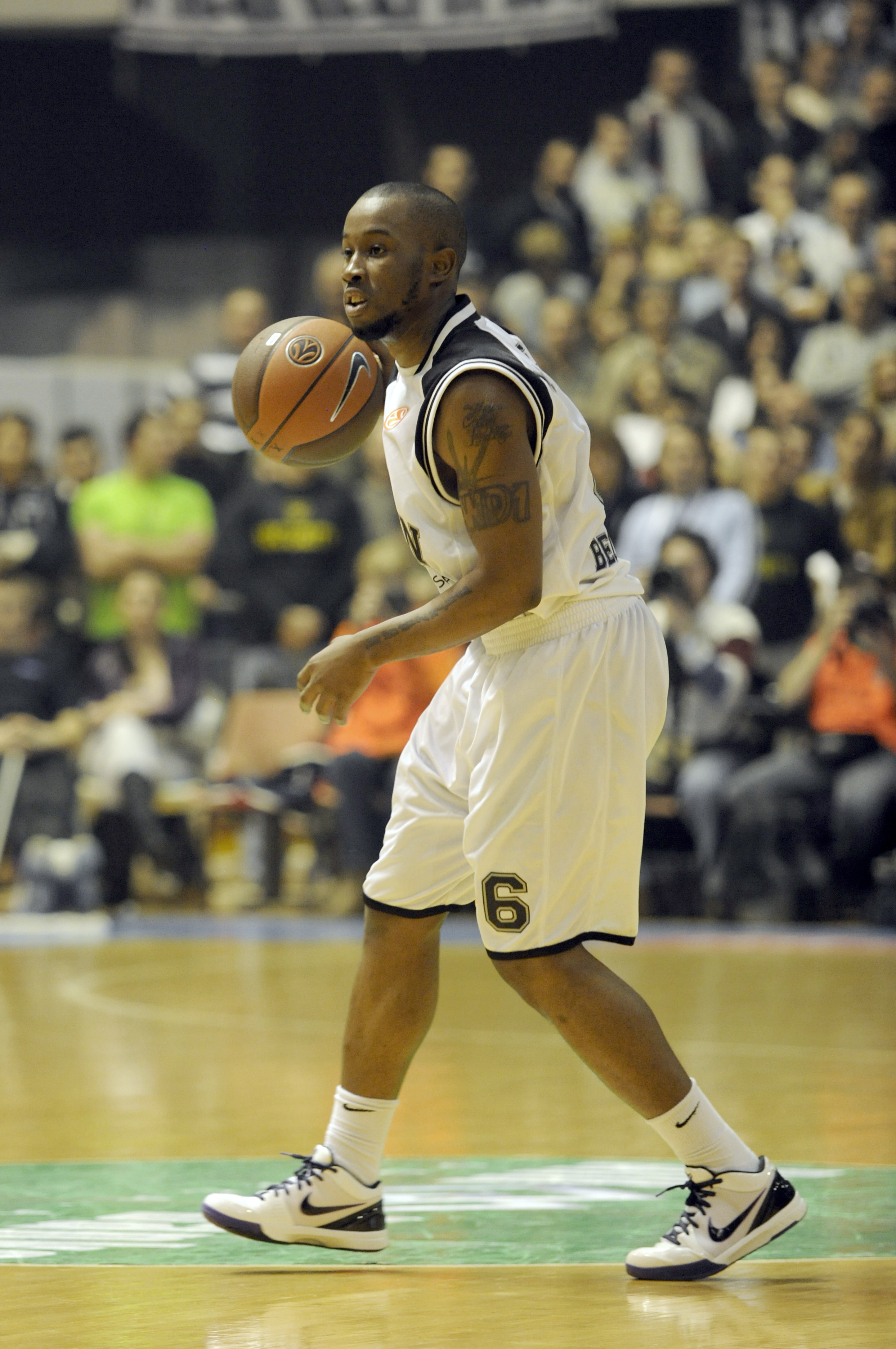
Bo McCalebb (2010; 2011)

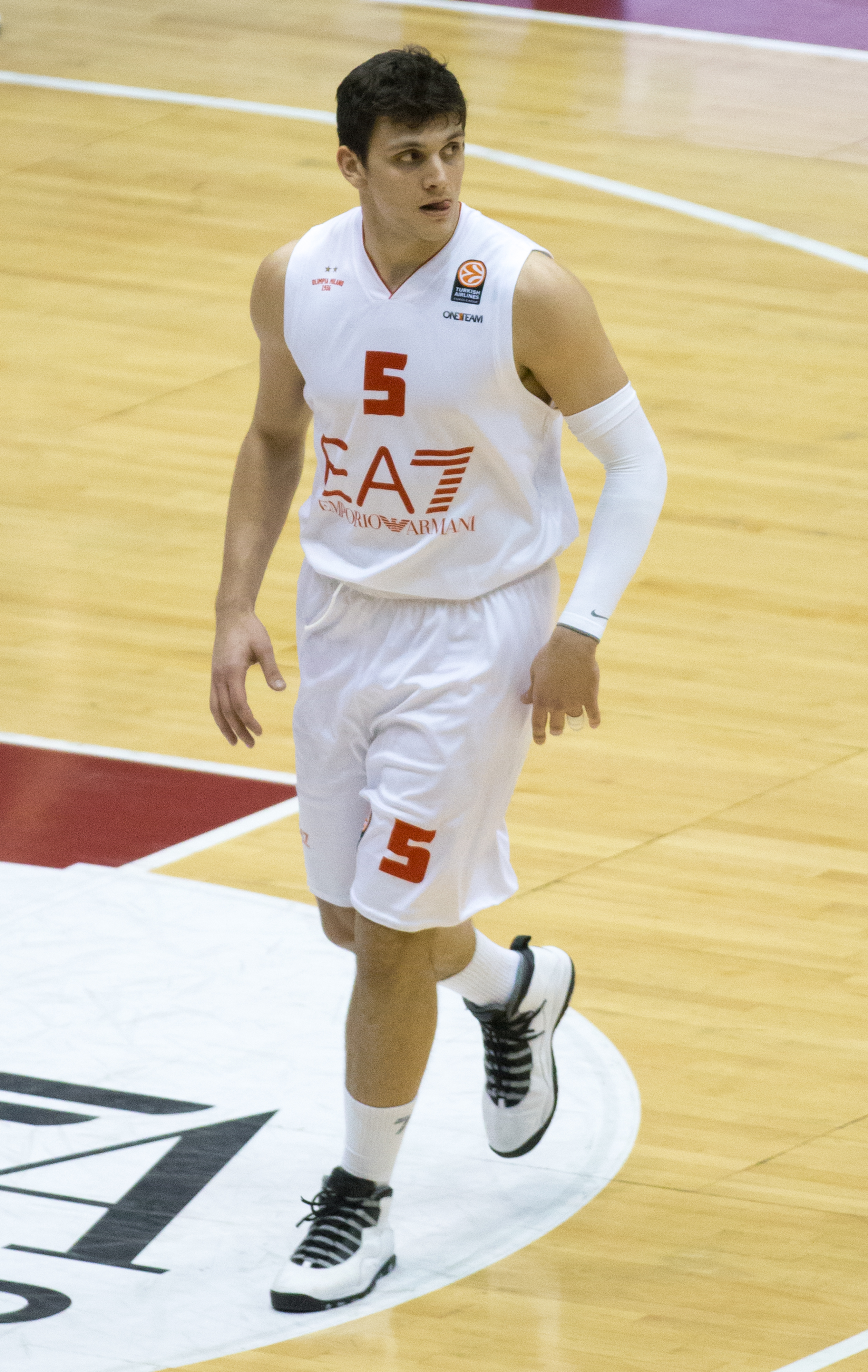
Alessandro Gentile (2014)

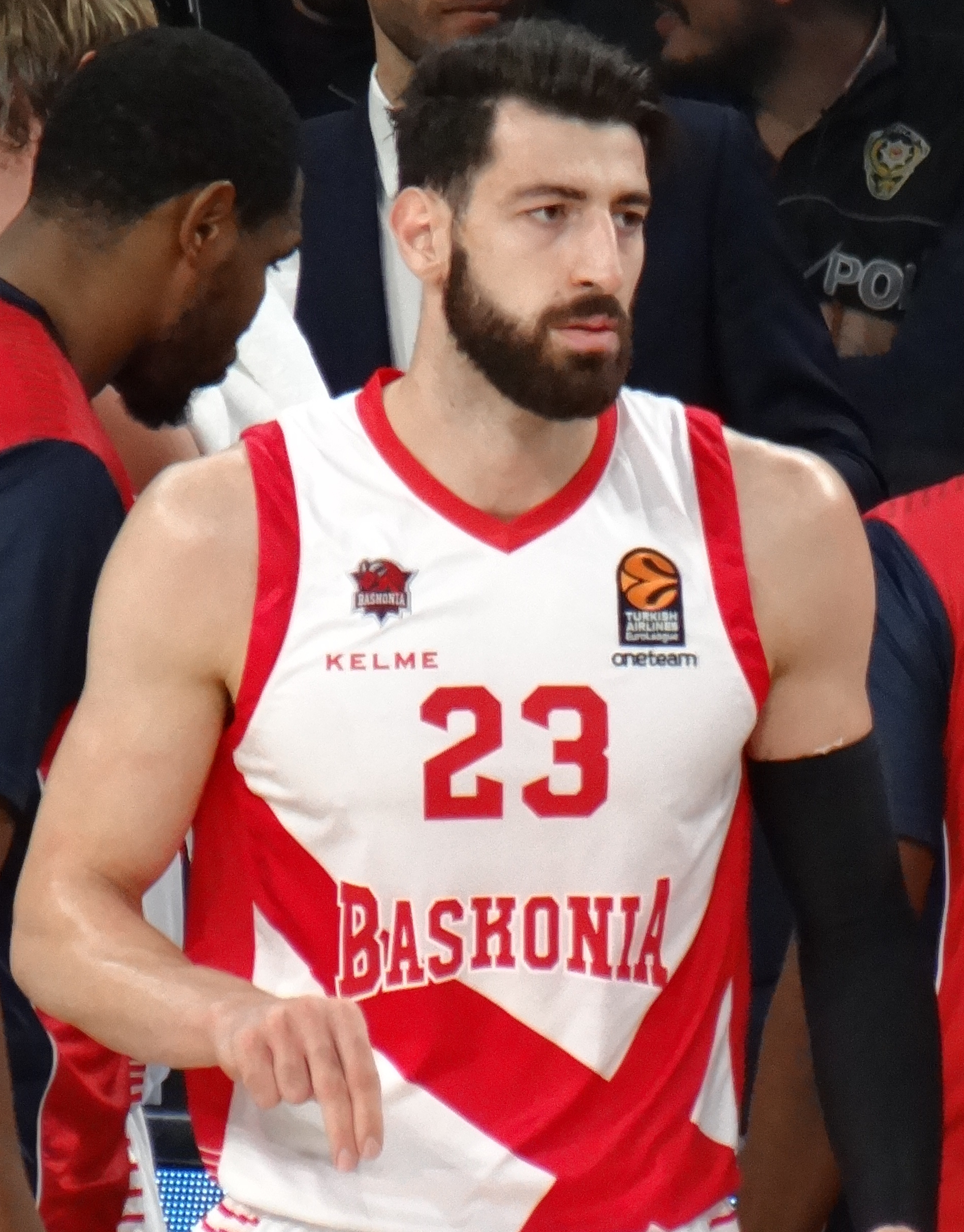
Tornike Shengelia (2025)

El Lega Basket Serie A FIP MVP finale scudetto o  MVP de las Finales de la Lega Basket Serie A, es el galardón concedido por la liga italiana al mejor jugador de la finales de la liga italiana. Se concede desde 2003.

## Ganadores
| Jugador (X) | Nombre del jugador y número de veces que ha ganado el galardón hasta ese momento |
| †           | Indica múltiples galardones la misma temporada                                   |

| Temporada | Jugador                                      | Pos.                                         | Nacionalidad                                 | Equipo                                       | Ref(s)                                       |
| --------- | -------------------------------------------- | -------------------------------------------- | -------------------------------------------- | -------------------------------------------- | -------------------------------------------- |
| 2003-04   | David Andersen                               | P                                            | Australia                                    | Montepaschi Siena                            |                                              |
| 2004-05   | Gianluca Basile                              | E                                            | Italia                                       | Climamio Bologna                             |                                              |
| 2005–06   | Ramūnas Šiškauskas                           | A                                            | Lituania                                     | Benetton Treviso                             |                                              |
| 2006-07   | Rimantas Kaukėnas                            | E                                            | Lituania                                     | Montepaschi Siena                            |                                              |
| 2007-08   | Terrell McIntyre                             | B                                            | Estados Unidos                               | Montepaschi Siena                            |                                              |
| 2008-09   | Terrell McIntyre (2)                         | B                                            | Estados Unidos                               | Montepaschi Siena                            |                                              |
| 2009-10   | Terrell McIntyre (3)                         | B                                            | Estados Unidos                               | Montepaschi Siena                            |                                              |
| 2010-11   | Bo McCalebb                                  | B                                            | Macedonia                                    | Montepaschi Siena                            |                                              |
| 2011-12   | Bo McCalebb (2)                              | B                                            | Macedonia                                    | Montepaschi Siena                            |                                              |
| 2012-13   | Daniel Hackett                               | B/E                                          | Italia                                       | Montepaschi Siena                            | [ 1 ]                                        |
| 2013-14   | Alessandro Gentile                           | A                                            | Italia                                       | EA7 Emporio Armani Milano                    | [ 2 ]                                        |
| 2014-15   | Rakim Sanders                                | A                                            | Estados Unidos                               | Banco di Sardegna Sassari                    | [ 3 ]                                        |
| 2015-16   | † Rakim Sanders (2)                          | A                                            | Estados Unidos                               | EA7 Emporio Armani Milano                    | [ 4 ]                                        |
| 2016-17   | Melvin Ejim                                  | A                                            | Canadá                                       | Umana Reyer Venezia                          | [ 5 ]                                        |
| 2017-18   | Andrew Goudelock                             | E                                            | Estados Unidos                               | EA7 Emporio Armani Milano                    | [ 6 ]                                        |
| 2018-19   | Austin Daye                                  | AP                                           | Estados Unidos                               | Umana Reyer Venezia                          | [ 7 ]                                        |
| 2019-20   | No se concedió debido a la pandemia COVID-19 | No se concedió debido a la pandemia COVID-19 | No se concedió debido a la pandemia COVID-19 | No se concedió debido a la pandemia COVID-19 | No se concedió debido a la pandemia COVID-19 |
| 2020-21   | Miloš Teodosić                               | B                                            | Serbia                                       | Virtus Bologna                               | [ 8 ]                                        |
| 2021-22   | Shavon Shields                               | E                                            | Dinamarca                                    | AX Armani Exchange Milano                    | [ 9 ]                                        |
| 2022-23   | Gigi Datome                                  | A                                            | Italia                                       | AX Armani Exchange Milano                    | [ 10 ]                                       |
| 2023-24   | Nikola Mirotic                               | AP                                           | España                                       | EA7 Emporio Armani Milano                    | [ 11 ]                                       |
| 2024-25   | Tornike Shengelia                            | AP                                           | Georgia                                      | Virtus Bologna                               | [ 12 ]                                       |

† Rakim Sanders fue elegido MVP de la Copa de Italia 2016.